# 振袖御殿
『振袖御殿』（ふりそでごてん）は読売新聞に連載された川口松太郎の小説作品、及びそれを原作とした映画、テレビドラマ、舞台化作品である。

## 映画
1941年4月10日公開。松竹下加茂撮影所作品。

### キャスト
- 小夜：三浦光子
- 薩摩若太夫：三代目中村鶴之助
- 大久保彦左衛門：藤井貢
- 坂東好太郎
- 原駒子
- 海江田譲二
- 北見礼子
- 川浪良太郎
- 飯塚敏子
- 大内弘

### スタッフ
- 脚本：永楽八十八
- 監督：大曾根辰夫

### 主題歌
- 「旅の三味線」（歌:伊藤久男、奥山彩子、作詞:サトウハチロー、作曲:竹岡信幸）
- 「振袖人形」（歌:二葉あき子、作詞:サトウハチロー、作曲:竹岡信幸）

（コロムビアレコード）

## テレビドラマ
フジテレビ系「おんなの劇場」枠で1970年1月2日から2月20日まで、毎週金曜日21:30～22:26に放送された。カラー作品。全8回。

### 概要
「おんなの劇場」第9作。数奇な運命に弄ばれる女浄瑠璃語りが将軍の子を産み、命の危険にさらされながらも我が子を守り抜き、成人して家光の補佐役保科正之となる姿を見届けるまでの半生を描く娯楽時代劇。中村賀津雄が二役を演じた。

### 物語
二代将軍秀忠の世、江戸で人気の美しい女浄瑠璃語り小夜は師匠沢住検校と犬猿の仲にある薩摩浄雲の高弟若太夫に叶わぬ恋をした。周囲の反対に遇いながら逢瀬を重ねる二人だったが、ある日約束の場所に現れたのは若太夫ではなく浄雲であった。襲う浄雲から逃れようと小夜はとっさに刺してしまう。人殺しの罪を着た小夜は沢住家の女中お坪の助けで上方へ逃げ、守ってくれた英勝院の計らいで江戸に戻り大奥に上がった。やがて秀忠の手が付き男児を産むが、嫉妬に狂った御台所によって追放される。乳呑児を抱えて逃げる小夜には御台所が差し向けた刺客が迫っていた。

### キャスト
- 小夜：藤純子
- 若太夫・秀忠：中村賀津雄
- 南無右衛門：藤間紫
- 英勝院：加藤治子
- 大久保彦左衛門：森川信
- 沢住検校：柳永二郎
- 薩摩浄雲：石山健二郎
- 上田新九郎：待田京介
- お坪：二木てるみ
- お駒：稲野和子
- お加治：北林早苗
- 吉之助：今井健二
- 御台所：阪口美奈子
- 清川虹子
- 金田龍之介
- 菅井きん
- 磯村みどり
- 峯京子

### スタッフ
- 脚本：窪田篤人
- 演出：若山勉
- 音楽：渡辺岳夫

| フジテレビ おんなの劇場              | フジテレビ おんなの劇場           | フジテレビ おんなの劇場         |
| 前番組                               | 番組名                            | 次番組                          |
| ------------------------------------ | --------------------------------- | ------------------------------- |
| 出雲の女 （1969.12.12 - 1969.12.26） | 振袖御殿 （1970.1.2 - 1970.2.20） | 春の雪 （1970.2.27 - 1970.4.3） |

## 舞台
東映劇団第2回公演として東京明治座で1970年4月1日から4月27日まで、昼夜上演された。井上孝雄は二役を演じ、鶴田浩二が特別出演した。

### キャスト
- 小夜：藤純子
- 若太夫・秀忠：井上孝雄
- 南無右衛門：旭輝子
- 沢住検校：明石潮
- 戸田局：利根はる恵
- 薩摩秀太夫：六本木誠人
- 英勝院：磯乃ちどり
- 大久保彦左衛門：郡司良
- 薩摩浄雲：田武謙三
- お坪：小山絵美子
- 御台所：霧島八千代
- 中臈村井：徳大寺君枝
- 老女繁山：千早隆子
- 無荘次：高野通子
- 上田新九郎：川谷拓三
- 長坂東吾：木谷邦臣
- 辻市之助：笹木俊志
- 保科弾正：鶴田浩二

### スタッフ
- 脚本：田中喜三
- 演出：川口松太郎、戌井市郎
- 音楽：橋場清

## 参考資料
- 「キネマ旬報」（キネマ旬報社）
- 「テレビジョンドラマ」（放送映画出版）
- 「演劇界」（演劇出版社）